# Nashornkäfer (Gattung)
Die Nashornkäfer (Oryctes) bilden eine wichtige Gattung der Riesenkäfer in der Unterfamilie Dynastinae (Familie: Scarabaeidae). Die Gattung enthält den Europäischen Nashornkäfer sowie wirtschaftlich wichtige Schädlinge von Palmen. Insgesamt sind zur Zeit (2025) 47 Arten der Gattung zugeordnet, einschließlich von zwei ausgestorbenen Arten. Die lebenden Arten sind besonders in Afrika zu finden, sie sind aber auch in Europa, Asien und der Ozeanischen Region vertreten. Auf dem amerikanischen Kontinent haben sich noch keine Populationen etabliert. Die erwachsenen Käfer sind in der Regel zwischen 30 and 60 mm lang, dunkel braun bis schwarz, mit einem robusten Körperbau und einem starken Panzer. Sie unterscheiden sich von anderen Gattungen des Tribus Oryctini durch die Struktur des Halsschildes (Pronotum), dem Horn auf dem Kopf, dem Bau der Mundwerkzeuge und anderen Merkmalen.
Die Typusart ist: Scarabaeus nasicornis Linnaeus, 1758, ein Synonym von Oryctes nasicornis

## Verbreitung

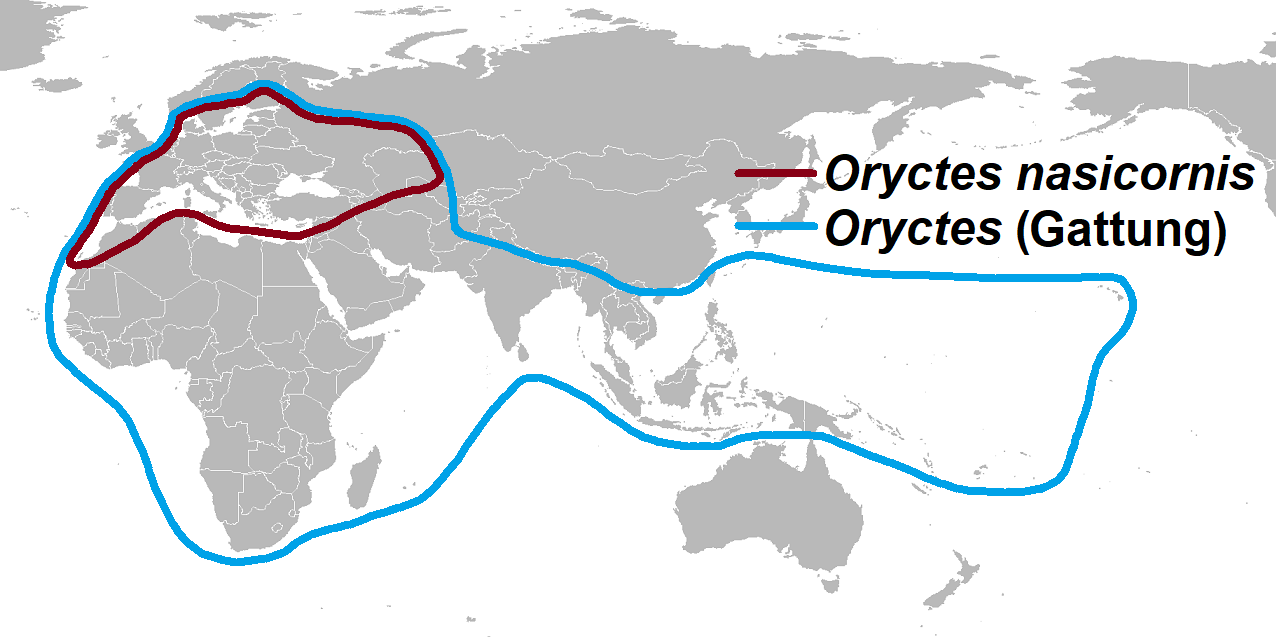
Verbreitung der Arten in der Gattung Oryctes (blaue Umrandung) und von Oryctes nasicornis, der Typusart (braune Umrandung)

Die meisten der lebenden Arten von Oryctes sind in Afrika zu finden, nur 8 Arten kommen in Asien und in der Ozeanischen Region vor, 3 im Nahen Osten und 1 Art in Europa. Die 33 afrikanischen Arten treten hauptsächlich in Ländern südlich der Sahara auf und 18 von diesen auf Madagaskar und auf benachbarten Inseln wie Réunion, Mayotte, Mauritius, den Komoren sowie der Insel Rodrigues. Acht Arten (Oryctes amberiensis, O. anguliceps, O. augias, O. clypealis, O. colonicus, O. dollei, O. politus und O. ranavalo) kommen ausschließlich auf Madagaskar vor.
O. nasicornis ist die einzige europäische Art. Sie ist in den meisten Ländern Europas weit verbreitet und ist auch in benachbarten Regionen zu finden, wie in Teilen von Nordafrika, dem Nahen Osten und der Türkei. Zwei Arten (Oryctes agamemnon und O. elegans) kommen im Nahen Osten häufiger vor. Eine dritte Art, Oryctes richteri, ist nur vom Iran bekannt. Oryctes rhinoceros ist in tropischen Teilen von Asien und in der Ozeanischen Region häufig und als Schädling von Kokospalmen und anderen Palmen bekannt. Andere Arten im asiatischen und pazifischen Raum sind Oryctes ata in Turkmenistan, O. centaurus in Papua-Neuguinea, O. forceps im nördlichen Indien („British Bootan, Padong“), O. gnu (Malaysia, Indonesien, Thailand, den Philippinen, und im südlichen China), O. heros in Timor, O. hisamatsui in Japan, und O. nudicauda in Myanmar. Auf dem amerikanischen Kontinent gibt es keine etablierten Populationen. Zwei fossile Arten (O. fossilis und O. pluto) wurden von Gesteinsschichten in Deutschland beschrieben und werden manchmal der Gattung Oryctes zugeordnet.

## Beschreibung

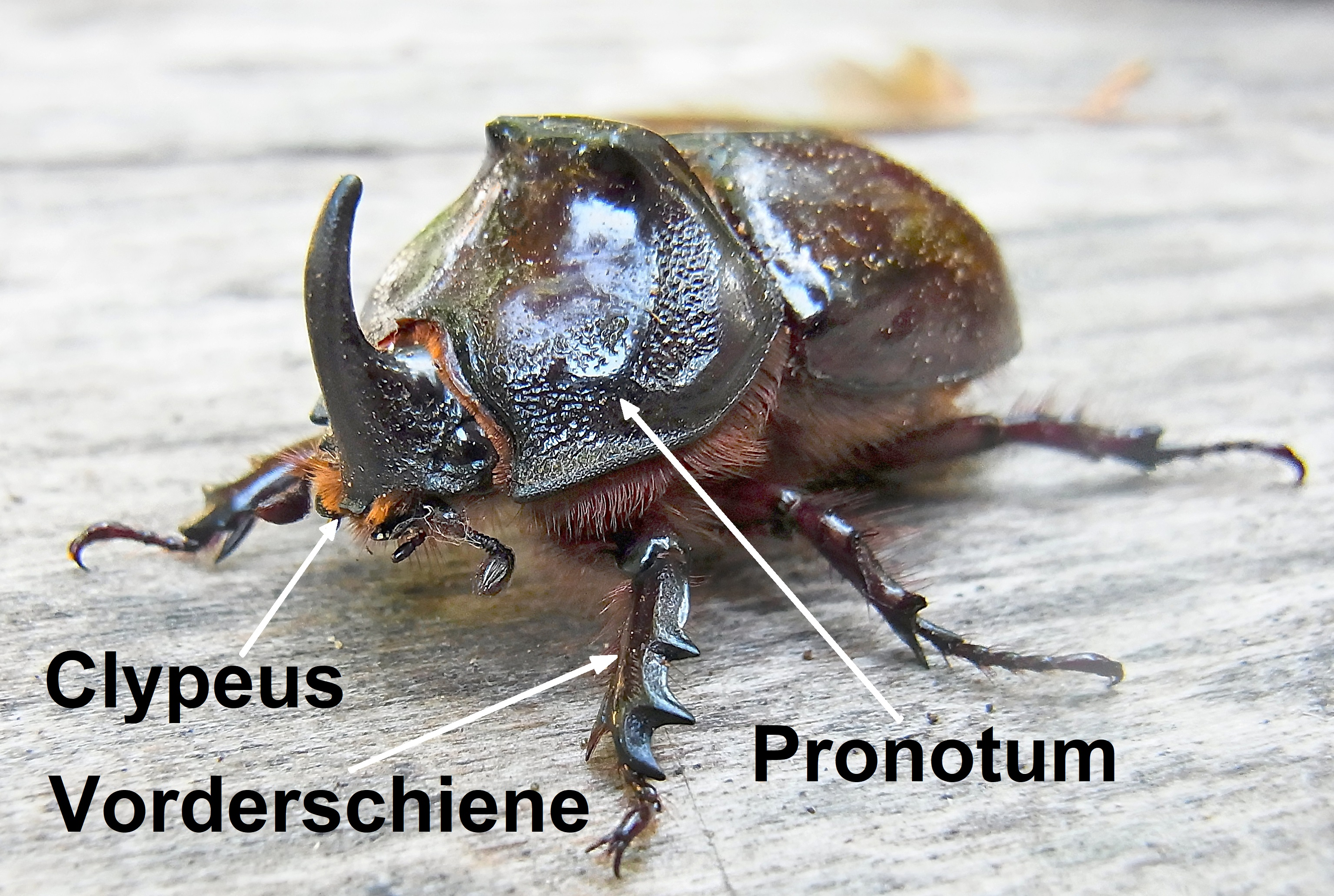
Oryctes nasicornis Männchen von vorne. Einige, für die Gattung Oryctes wichtige Merkmale sind durch Pfeile gekennzeichnet.

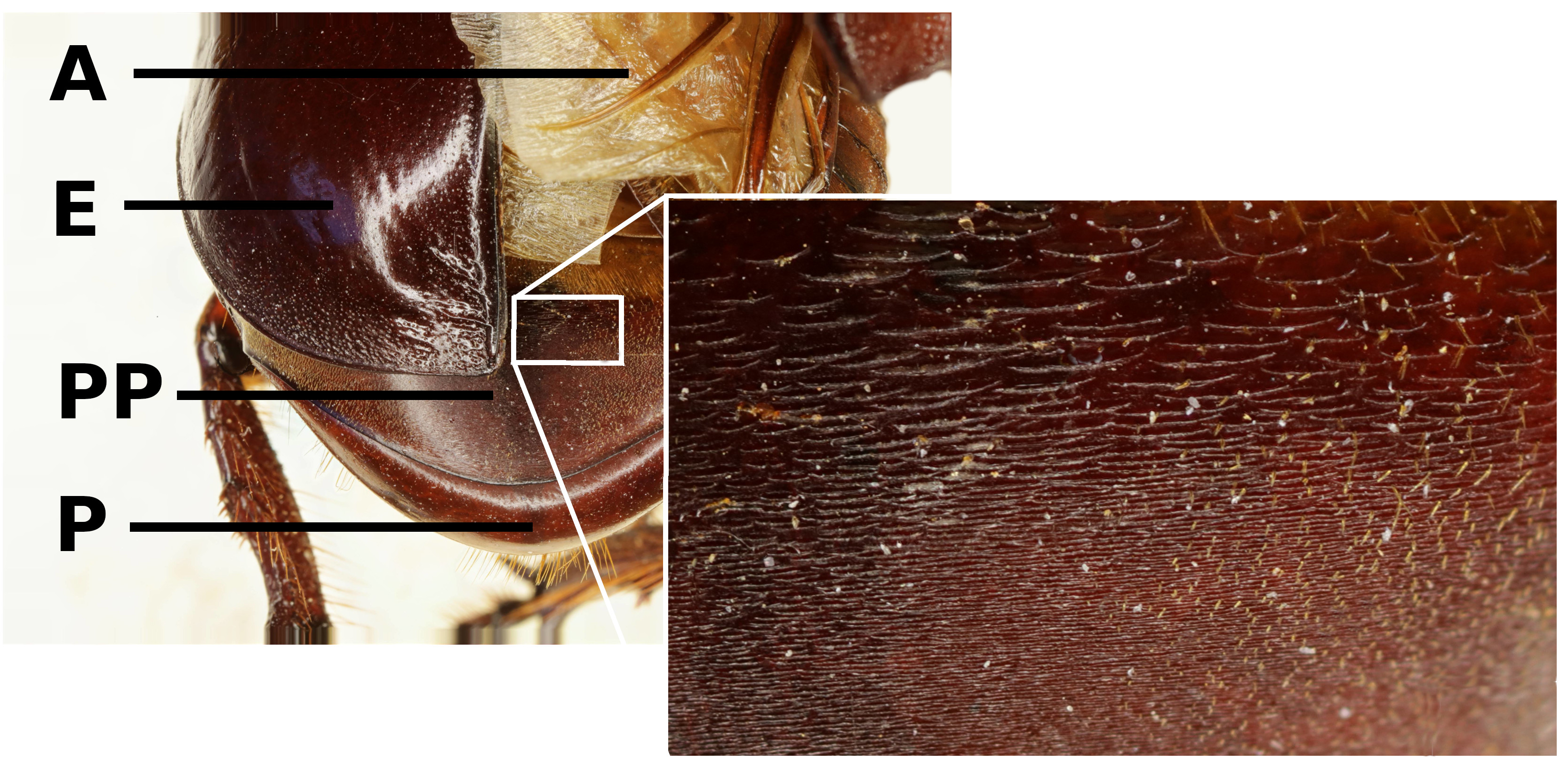
Ende des Hinterleibs eines Männchens von Oryctes nasicornis; die rechte Flügeldecke ist entfernt, um die Schrillfläche zu zeigen, die zur Stridulation benutzt wird; ein Ausschnitt der Schrillfläche ist vergrößert; A = rechter Hautflügel (Ala), E = linker Deckflügel (Elytrum), PP = Propygidium, P = Pygidium

Die Arten den Gattung Oryctes unterscheiden sich von anderen Gattungen der Unterfamilie Dynastinae durch eine Kombination von verschiedenen morphologischen Merkmalen. Die wichtigsten sind:
- Mittelgroße bis große Nashornkäfer, in der Regel zwischen 30 und 60 mm lang und dunkel rötlich braun bis schwarz.
- Der Kopf von Männchen hat ein einziges Horn, das der Weibchen ein kurzes Horn oder einen Höcker.
- Die Fühler haben 10 Glieder, wobei die Glieder der Fühlerkeule bei Männchen und Weibchen ähnlich groß sind.
- Der Clypeus ist oft in der Mitte ausgerandet, manchmal tief. Er kann auch sehr breit sein.
- Die Mandibeln sind breit, außen ohne Zahn. Die Spitze ist abgerundet oder abgeschrägt.
- Das Halsschild der Männchen hat eine große, nach innen gewölbte oder abgeschrägte Fläche, die in der Regel mehr als die Hälfte des Pronotums einnimmt. Diese Absturzfläche hat nahe der Mitte des hinteren Randes meistens zwei Höcker (aber keine Hörner). Manche Arten haben nur einen Höcker und Oryctes nasicornis hat drei. Die Seiten des Halsschilds sind auch charakteristisch geformt. Weibchen haben eine kleinere und flachere Absturzfläche, ohne oder mit kleinen Höckern am Hinterrand.
- Der obere Teil des vorletzten Hinterleibssegments, das Propygidium, hat eine Schrillfläche, sowohl bei Männchen als auch bei Weibchen, die zur Stridulation benutzt wird. Durch Zusammenziehen und Ausstrecken des Hinterleibs reibt sich die Schrillfläche an den Flügeldecken, womit die Käfer Geräusche erzeugen können.

Innerhalb einer Art gibt es größere Schwankungen bei der Gesamtlänge der Käfer, der Länge des Horns und bei der Struktur des Halsschilds. Bei manchen Arten sind diese Schwankungen auf die Eignung des Substrats zurückzuführen, in dem sich die Larvenstadien entwickelt haben. Bei der Typusart, Oryctes nasicornis, sind solche Schwankungen oft genetisch bedingt, und hängen mit den verschiedenen Unterarten zusammen.
Die Untergattungen und die einzelnen Arten von Oryctes lassen sich durch folgende Merkmale unterscheiden:
- die Länge der erwachsenen Käfer,
- die Größe und Form des Kopfhorns,
- die Struktur des Clypeus,
- die Feinstruktur des Halsschilds,
- die Zähne an der Schiene der Vorderbeine,
- die Zacken am Ende der Schiene der Hinterbeine,
- die Länge der Flügeldecken,
- das Auftreten und die Anordnung von Punktierungen und Furchen auf den Flügeldecken.

## Biologie

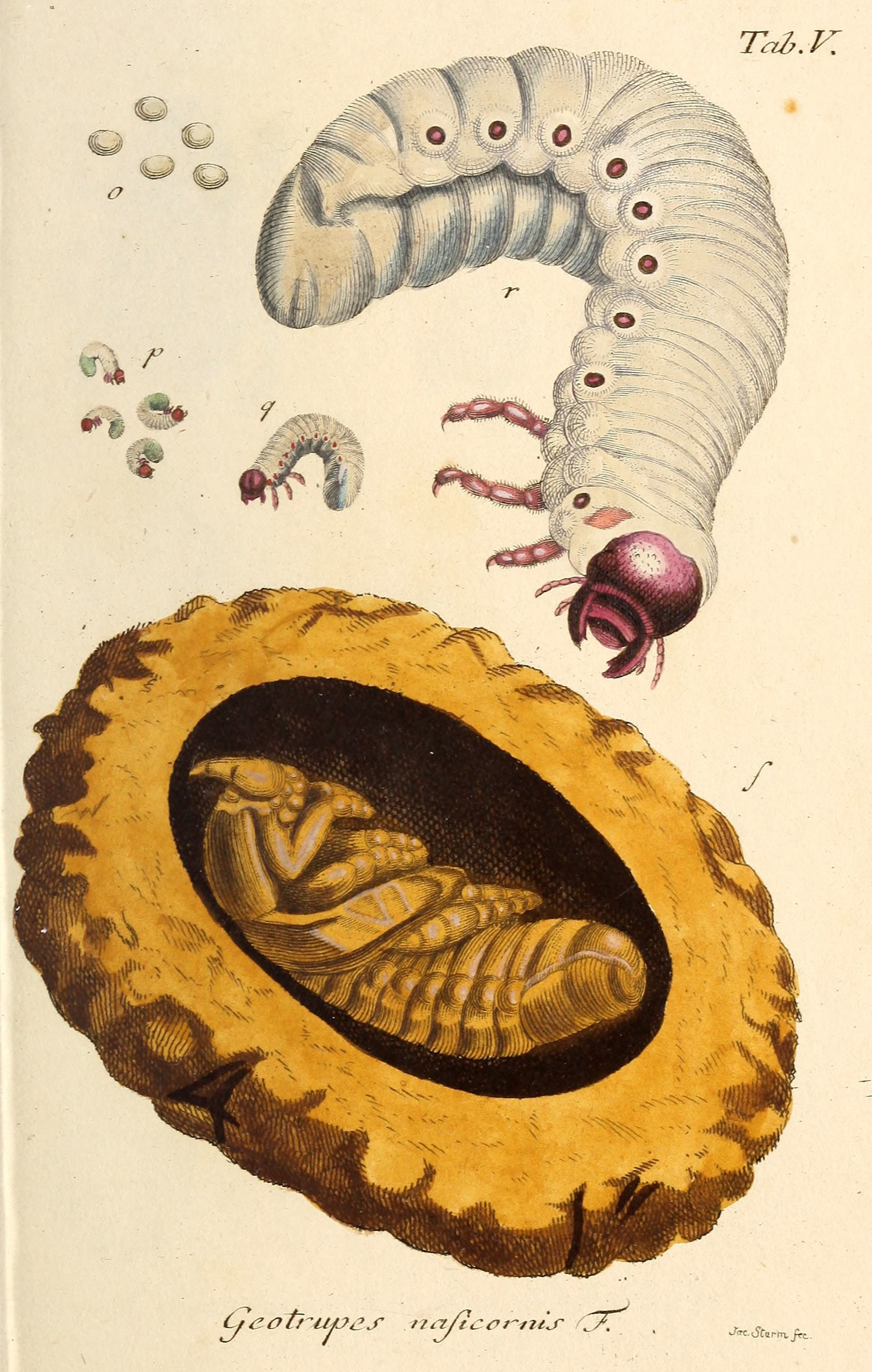
Ei-, Larven- und Puppenstadium von Oryctes nasicornis

Die Arten von Oryctes entwickeln sich in der Regel in verrotteten Baumstämmen oder anderem organischen Substrat. Dabei sind manche Arten bevorzugt auf bestimmte Holzarten spezialisiert, andere Arten sind bei der Wahl des Holzes wenig wählerisch. Die Weibchen mehrerer Arten legen Eier in altem Sägemehlhaufen oder in Komposthaufen ab. Für Oryctes rhinoceros sind z. B. in Asien die verrotteten Stämme von Kokospalmen das bevorzugte und traditionelle Substrat zur Eiablage,   Oryctes nasicornis kannte man ursprünglich in Deutschland nur aus Eichenlohehaufen von Gerbereien. Die Art hat eine bemerkenswerte ökologische Umstellung vollzogen und in den Komposthaufen der Gärtnereien, die ursprünglich die verarbeitete Lohe weiter verwendeten, einen neuen Lebensraum gefunden. Beide Arten entwickeln sich aber auch häufig in alten Sägemehlhaufen und in anderen Komposthaufen. Die Engerlinge von manchen Arten fressen auch am Holz und den Wurzeln von lebenden Bäumen. Die Jungstadien sind die Eier, drei Larvenstadien und das Puppenstadiun. Die Entwicklung vom Ei bis zum Imago kann in einem halben Jahr abgeschlossen sein, kann sich aber auch über mehrere Jahre hinziehen.
Die erwachsenen Käfer sind nachtaktiv und werden oft von Licht angezogen. Außer bei schädlichen Arten ist meist wenig über das Verhalten der Imagines bekannt, einschließlich deren Wirtspflanzen. Die Imagines in der Unterfamilie Dynastinae nagen oft an Baumrinden und nehmen dann den Saft auf, der aus den verletzten Baumstämmen austritt. Ein solches Verhalten wird auch bei einigen Oryctes Arten vermutet, während die Imagines anderer Arten vielleicht überhaupt nicht fressen. Wie im nachfolgenden Kapitel erläutert, bohren sich schädliche Arten zum Fressen in lebende Palmen ein.

## Schädliche Arten

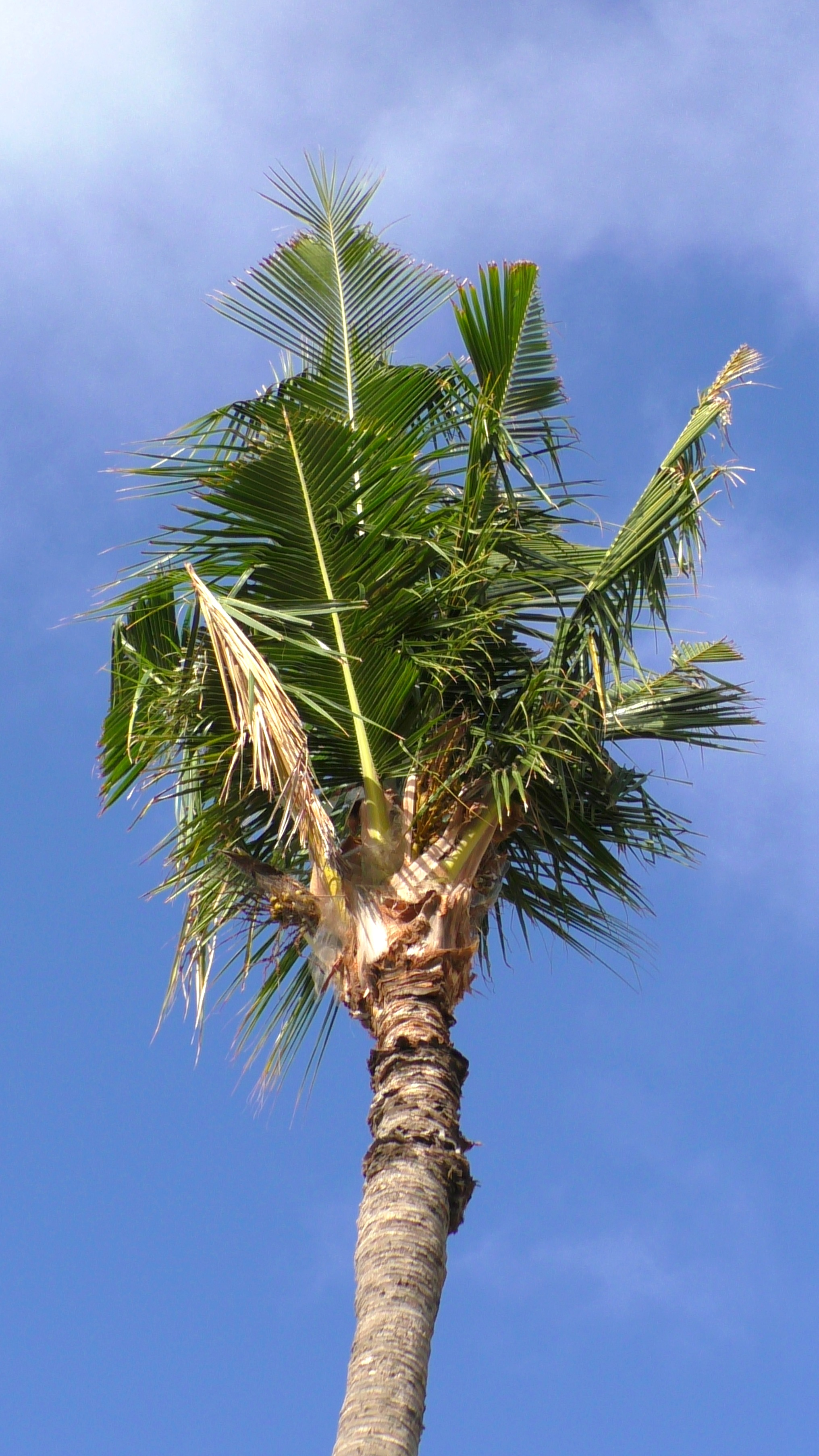
Kokospalme in Hawaii nach schwerem Befall durch Oryctes rhinoceros.

Eine Reihe von Oryctes Arten greifen Palmen an und werden als Schädlinge angesehen. Die folgenden Abschnitte beschreiben vier Arten, die besonders schädlich sind:
Imagines von Oryctes rhinoceros in der asiatisch/pazifischen Region und Oryctes monoceros in Afrika greifen Kokospalmen und Ölpalmen an. Angefangen von der Achsel eines mittleren Palmwedels bohren sich die Käfer in das Palmherz und fressen die jungen, noch unentwickelten Wedel. Dabei werden eine größere Anzahl der Blättchen, oder sogar der ganze Wedel abgeschnitten. Beim Entfalten der Wedel fehlen dann dreieckige Abschnitte oder Teile der Wedel. Die befallenen Palmen haben einen verminderten Ertrag und junge Palmen sterben oft nach schwerem Oryctes Befall. Die Larvenstadien von beiden Arten verursachen keine Schäden.
Oryctes elegans und Oryctes agamemnon sind Schädlinge von Dattelpalmen im Nahen Osten und in Nordafrika. Bei beiden Arten können die Larvenstadien sowie die Imagines erhebliche Schäden verursachen. Die Imagines von Oryctes elegans bohren sich in die Stiele der Fruchtstände, die dann häufig abbrechen. Die Larven von O. elegans leben in den Palmkronen und im Wurzelbereich und fressen verrottete Pflanzenteile wie abgestorbene Wedel. Sie können aber auch lebende Teile anfressen wie z. B. die obersten Teile des Stammes, sowie die Wurzeln und die Jungpflanzen an der Basis der Palme.
Oryctes agamemnon hat eine ähnliche Biologie, aber bei dieser Art verursachen die Larven den meisten Schaden. Die Larven zerstören besonders die Atmungswurzeln an der Basis der Dattelpalmen. Das schwächt die Palmen und bei schwerem Befall kann es deren Umfallen verursachen. Im Wurzelbereich kann auch der Schaden an den Jungpflanzen, die für Neupflanzungen benutzt werden, erheblich sein. Solche schweren Schäden wurden besonders von Tunesien und Algerien gemeldet, wo O. agamemnon in den 90er Jahren eingeschleppt wurde. Im Nahen Osten befallen Imagines auch die Stiele der Fruchtstände wie O. elegans, aber solche Schäden wurden in Tunesien und Algerien nicht beobachtet.

## Systematik und Arten
Laut Schenkling ist der Gattungsname Oryctes von altgriechisch ορύκτης oryctes, deutsch ‚Gräber‘ abgeleitet und nimmt darauf Bezug, dass der Käfer oft in Gerberlohe, Baummull und ähnlichem eingegraben vorkommt.
Über viele Jahre hinweg wurde „Illiger, 1798“ als Autor der Gattung Oryctes zitiert. Illiger beschrieb in seinem Buch "Verzeichniss der Käfer Preussens" diese Gattung erstmals. Der Name Oryctes wurde jedoch zuerst von Hellwig in einer kurzen Notiz benutzt, in der Hellwig angibt, dass er das Werk über die Käfer Preußens in Angriff genommen hat, es aber aus Zeitmangel zur Ausarbeitung an Illiger übergibt. Illiger studierte mehrere Jahre unter Hellwig und das Buch basierte auf der Zusammenarbeit der beiden Autoren. In seiner Notitz erwähnt Hellwig, dass Illiger die Gattung Scarabaeus aufspalten wird. Er erwähnt dabei den Namen Oryctes sowie mehrere Arten (wie rhinoceros oder nasicornis), die der neuen Gattung zugeordnet werden. Danach gilt nach den Nomenklaturregeln Hellwig als Autor von Oryctes.
In 1888 führte Paul Oppenheim den Gattungsnamen Oryctites als Teil seiner Beschreibung der fossilen Art Oryctites fossilis ein und Oryctites wird manchmal als Synonym von Oryctes genannt. Allerdings wird Oryctites auch als taxonomisch ungültig angesehen und es gibt Zweifel ob die Art fossilis zur Gattung Oryctes gehört.
Fünf Untergattungen und 47 Artennamen von Oryctes werden zur Zeit (2025) benutzt. Die bekanntesten Arten sind:
1. Oryctes agamemnon Burmeister, 1847 – Arabischer Nashornkäfer[30]
2. Oryctes boas (Fabricius, 1775)[31][32]
3. Oryctes elegans Prell, 1914[33]
4. Oryctes gigas Castelnau, 1840[34]
5. Oryctes gnu Mohnike, 1874 – Malaysischer Nashornkäfer[35]
6. Oryctes monoceros (Olivier, 1789) – Afrikanischer Nashornkäfer[36]
7. Oryctes nasicornis (Linnaeus, 1758) – Typusart (als Scarabaeus nasicornis L.) – Europäischer Nashornkäfer[37]
8. Oryctes rhinoceros (Linnaeus, 1758)  – Asiatischer Nashornkäfer[37]